# Бортовой комплекс обороны (авиация)
Бортовой комплекс обороны (на военных летательных аппаратах) — функционально связанные централизованные технические средства на борту летательного аппарата, предназначенные для своевременного определения и классификации угрозы поражения воздушного судна, выработки решения по локализации угрозы и применения средств противодействия. В техническом плане представляет собой средства за контролем воздушного и наземного пространства по характерным демаскирующим признакам, средства определения и классификации угрозы и средства противодействия.
Основными методами технического контроля пространства (в плане возможного нападения) остаются различные системы пассивной радиолокации и теплопеленгации. В качестве мер противодействия предусматривается, в том числе, уклонение (выход из зоны поражения), а также радиоэлектронное или иное противодействие средствам наведения противника в виде постановки различных помех системам наведения, или физическое поражение атакующего объекта.
В СССР и далее в РФ, каждый летательный аппарат, предназначенный для непосредственного участия в боевых действиях, в обязательном порядке оснащался хотя бы минимальным оборудованием индивидуальной защиты — системой предупреждения об угрозе и аппаратурой радиоэлектронного подавления, а также часто и устройствами постановки ИК-помех. Летательные аппараты, изначально предназначенные для военных операций в составе групп, имели(-ют) узкоспециализированные машины обеспечения, оснащённые системами групповой защиты. Как правило, эти летательные аппараты не несут никакого наступательного вооружения и не выполняют ударных функций, и предназначены исключительно для своевременного обнаружения, классификации угрозы и максимального подавления радиоэлектронных систем наведения противника.
Основное отличие бортового комплекса обороны от различных систем противодействия в том, что БКО является системой с централизованным, зачастую автоматизированным управлением. В БЦВМ комплекса прошиваются различные алгоритмы действий при возникновении угрозы, а также в памяти имеются параметры различных источников излучений, по которым можно классифицировать источник угрозы (вплоть до типа и названия).
Все бортовые комплексы обороны, как и другие бортовые средства РТР и РЭБ, установленные на летательных аппаратах, полностью или частично являются секретными. Детальная информация об их устройстве и реальных технических характеристиках разглашению не подлежит и попадает под действие закона «О государственной тайне».

## Разработка и производство
Первые масштабные исследования по развитию концепции применения самолётов сопровождения ударных групп и создание электронных средств групповой защиты этих групп выполнялись в ОКБ-156 (КБ Туполева) совместно с НИИ-17 (НПО «Вега»), в рамках НИР по теме «Комплекс-1» в конце 50-х годов 20-го века. По результатам этих исследований в дальнейшем были созданы первые в СССР специализированные самолёты РЭБ групповой защиты на базе самолёта «105».
Разработка бортовых комплексов обороны для авиации в СССР началась в соответствии с научно-исследовательскими работами по теме «Исток» в середине 60-х годов 20-го века. Разработчиками концепции БКО являлись ЦНИРТИ им. академика А. И. Берга, Новосибирский институт автоматических приборов (НИАП), ещё ряд НИИ и КБ.
Основной изготовитель советских авиационных БКО и радиоэлектронных средств противодействия — Ровенский радиотехнический завод г. Ровно УССР, ряд поставщиков комплектующих: Киевское ПО им. Артёма, Алтайский геофизический завод г. Барнаул, Бендерский машиностроительный завод (Молдавская ССР), и ряд др. предприятий радиоэлектронной промышленности.

## Некоторые типы авиационных БКО
- «Талисман» — БКО самолётов Су-27, Су-25 (Республики Беларусь), Су-27УБМ2 (Казахстан);
- «Хибины» — комплекс индивидуальной и групповой защиты «изделие Л-175В» для самолёта Су-30СМ, Су-34;
- «Карпаты» — БКО «изделие Л-234» самолёта Су-24М;
- «Байкал-М» — БКО самолёта Ту-160;
- «Урал-М» — БКО «изделие Л-229» самолёта Ту-22М3;
- «Метеор-НМ» — БКО самолёта Ту-95МС;
- «Саяны-М» — БКО самолёта Ту-142МЗ;
- «Кряж-М» — БКО самолёта А-50
- «Витебск» (экспортное обозначение: «Президент-С») — БКО «изделие Л-370» самолётов Су-25 и вертолётов Ми-8, Ми-26, Ка-52.